# Hausorden vom Weißen Falken

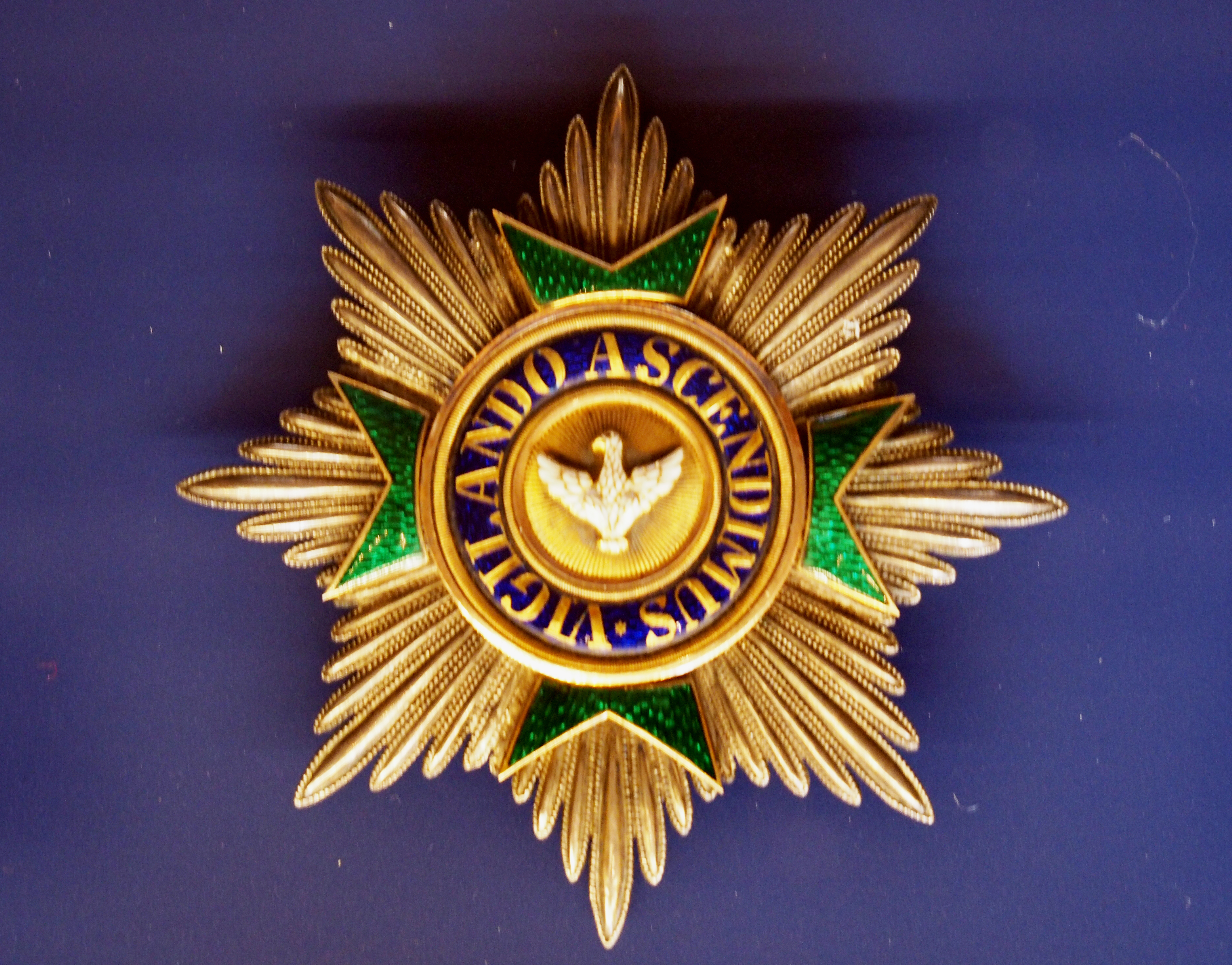
1816 von Großherzog Carl August an Goethe verliehener Bruststern zum Großkreuz des Hausordens vom Weißen Falken

Der Hausorden der Wachsamkeit oder vom weißen Falken war der einzige Orden des Herzogtums und späteren Großherzogtums Sachsen-Weimar-Eisenach. Die Ordensträger wurden in den Staatshandbüchern des Landes aufgeführt.

## Geschichte
Die Falknerei war im Mittelalter gewöhnlich die Belustigung der Vornehmen, und der Falke galt als Zeichen des Adels und Symbol der Wachsamkeit. Bereits im Mittelalter bestand ein Ritterbund zum Falken. Besonders der weiße Gerfalke stand bis in das 18. Jahrhundert hinein in großer Ehre.
Herzog Ernst August von Sachsen-Weimar stiftete den Orden vom Weißen Falken als Ordre de la Vigilance (Orden der Wachsamkeit) am 2. August 1732. Die Stiftung erfolgte mit der Genehmigung und zu Ehren Kaiser Karls VI., dessen General der Kavallerie Ernst August seit 1732 war. Im Laufe der Zeit verminderte sich aber die Zahl der Mitglieder stark und der Orden verfiel. 1806 lebte nur noch ein Ritter des Ordens, 1810 war der Orden erloschen.
Als Herzog Carl August nach 40-jähriger Regierung durch den Wiener Kongress zum Großherzog wurde und sein Territorium vergrößert wurde, wurde der Orden am 18. Oktober 1815 als Hausorden der Wachsamkeit oder vom weißen Falken neu belebt und erhielt neue Statuten. Er erlegte dem Besitzer die Pflicht auf, der jeweiligen rechtmäßigen höchsten Nationalbehörde treu und ergeben zu sein, Patriotismus zu fördern und für die Invaliden und Kriegshinterbliebenen der Befreiungskriege zu sorgen. Die alten Ordenszeichen wurden beibehalten.
Der Großherzog war Großmeister, der Vorsitzende Staatsminister der Ordenskanzler.
Tag des Ordensfestes war alljährlich der 18. Oktober, der Jahrestag der Völkerschlacht bei Leipzig.

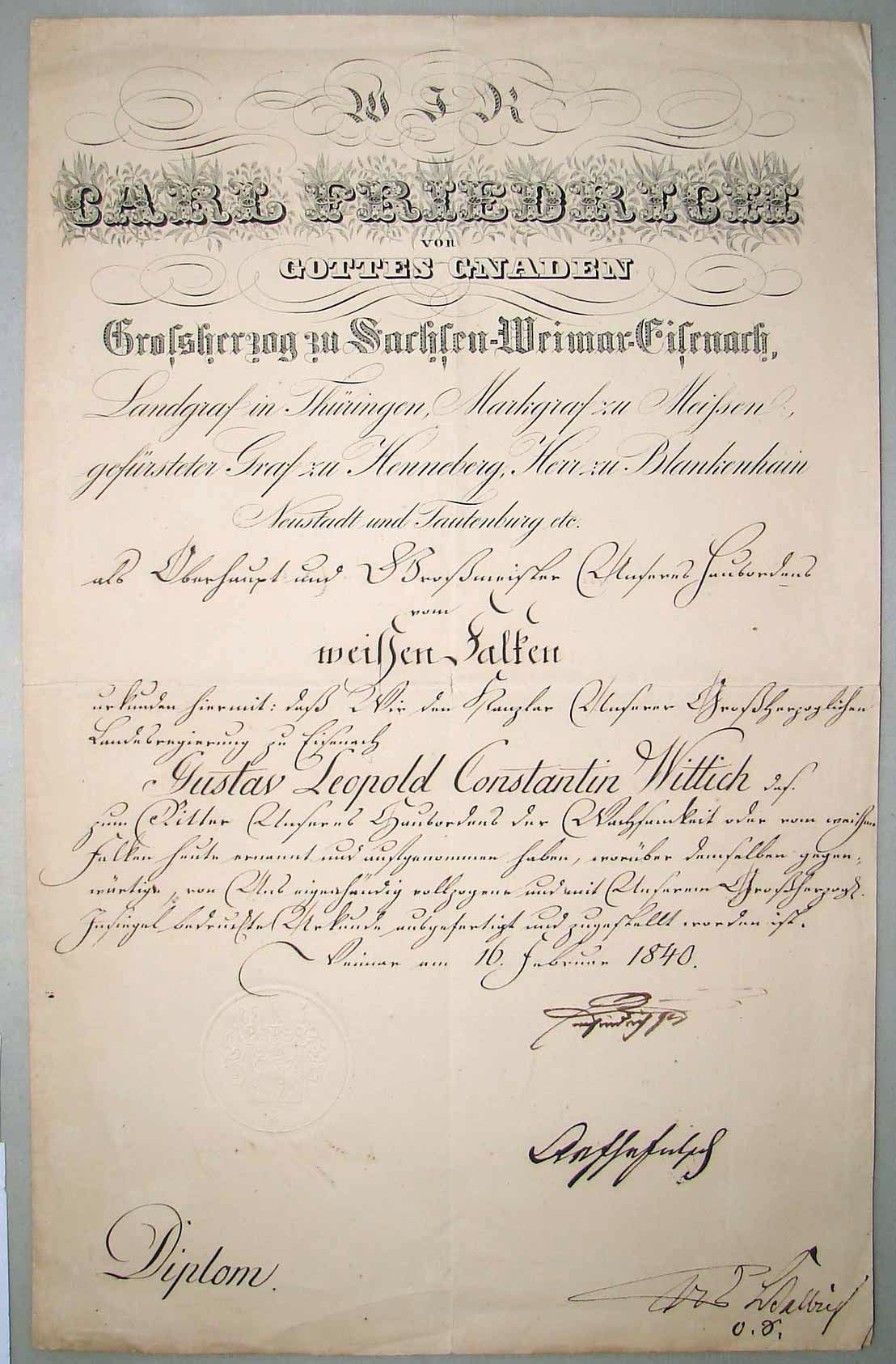
Verleihungsdiplom zum Ritter des Hausordens der Wachsamkeit oder vom weißen Falken für den Großherzoglich-Sächsischen Kanzler Gustav Wittich aus dem Jahre 1840

## Ordensklassen
Der Orden bestand anfangs aus nur 24 Rittern. Nach den Statuen vom 18. Oktober 1815 bestand der Orden aus drei Ordensklassen und die Anzahl der Mitglieder war beschränkt:
1. Klasse: Großmeister, Prinzen des Hauses und 12 Großkreuze
2. Klasse: 25 Kommandeurkreuze
3. Klasse: 50 Ritter

Am 18. Februar 1840 erfolgte eine Erweiterung:
1. Klasse: Großmeister, Prinzen des Hauses und übrige Großkreuze
2. Klasse:
  - Komture mit Stern
  - Komtur
3. Klasse:
  - Ritter (I. Klasse)
  - Ehrenkreuz (Ritter II. Klasse)

Am 8. Juli 1878 wurden ein silbernes Verdienstkreuz gestiftet, 1902 ein goldenes.

## Ordensdekoration

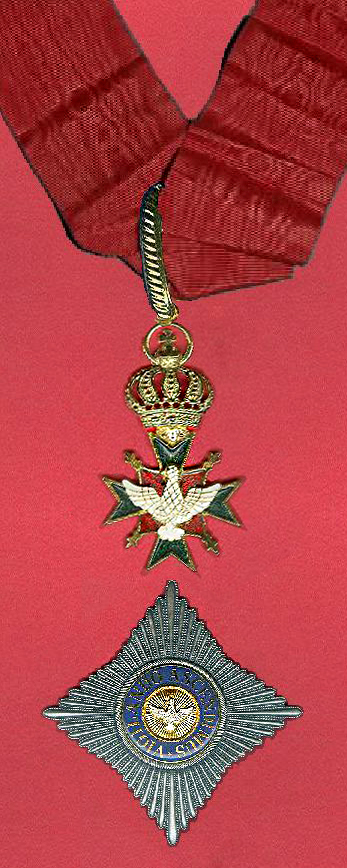
Dekoration der Kommandeure mit Stern des Hausordens vom Weißen Falken

Der Orden besteht aus einem an einer Krone hängenden goldgefassten grün emaillierten Malteserkreuz. In den Kreuzarmwinkeln zeigt sich je ein rot emaillierter geschuppter Stern mit goldener Einfassung. Auf der Vorderseite liegt ein weiß emaillierter Falke mit ausgebreiteten Schwingen. Die Kreuzrückseite zeigt auf weißer Emaille einen grünen Stern, ein ovales Medaillon mit einem emaillierten Blau zeigte in goldenen Buchstaben die vierzeilige Ordensdevise VIGILANDO ASCENDIMUS (wachsam steigen wir empor). Alles wird von einem goldenen Lorbeerkranz und einer Krone umgeben.
Das Kreuz der Ritter II. Klasse (Ehrenkreuz) zeigt auf der Rückseite den Namenszug des Großherzogs.
Für Kriegsverdienste wurde das Ordenszeichen seit 1870 mit gekreuzten Schwertern durch die Kreuzwinkel verliehen.

## Trageweise
Großkreuze wurden an einer Schärpe von der rechten Schulter zur linken Hüfte mit einem achtstrahligen Bruststern, auf dem das Ordenszeichen aufliegt, getragen. Kommandeure dekorierten um den Hals und trugen einen vierstrahligen Bruststern, Ritter II. und I. Klasse sowie Träger des Verdienstkreuzes am Band auf der linken Brustseite.
Das Ordensband war rot.
Bei besonderen Anlässen wurde das Großkreuz an einer Collane getragen. Die einzelnen Kettenglieder zeigen abwechselnde einen goldenen Falken und die Buchstaben C. A. (Carl August). 

## Bekannte Träger
- Träger des Hausordens vom Weißen Falken